# Sargantana cua-roja
La sargantana cua-roja (Acanthodactylus erythrurus) és una espècie de sauròpsid (rèptil) escató de la família dels lacèrtids propi de la península Ibèrica i al nord-oest d'Àfrica.

## Morfologia
Fa uns 7-8 cm de cap a cloaca. La longitud total pot arribar als 23 cm. El cap és força gran i li manca l'escata occipital. El dors és grisós amb ratlles longitudinals blanques més o menys marcades i amb taques fosques.
Els joves són inconfusibles, ja que presenten un disseny en el dors de ratlles blanques i negres, i tenen la cua i les cuixes de color vermell viu (aquesta característica sol mantenir-se en alguns individus adults, sobretot en femelles).

## Distribució geogràfica
Es troba a la península Ibèrica i al nord-oest d'Àfrica (Marroc i Algèria). Habita sobretot en zones costaneres i grans depressions interiors.

## Hàbitat
La sargantana cua-roja és una espècie ben adaptada a terrenys tous i solts, especialment sorrencs, i presenta els dits amb les escates inferiors imbricades, cosa que constitueix una adaptació a aquest tipus de sòls, ja que aquesta disposició de les escates augmenta la sustentació.

## Costums
Viu a terra i corre per sobre la sorra a gran velocitat tot aixecant la cua de manera característica i amagant-se a la base dels arbusts. Excava amb facilitat i no és difícil veure-la en repòs mantenint les potes anteriors aixecades.
Com les altres sargantanes de sorra, a les poblacions costaneres, acostuma a mantenir-se activa durant tot l'any, malgrat que una part de la població sol retirar-se als caus durant els mesos més freds.

## Alimentació
Menja diversos tipus d'artròpodes, sobretot insectes (coleòpters, formícids, heteròpters, himenòpters, etc.), encara que durant la primavera i l'estiu és freqüent la ingestió d'aliment vegetal.
De vegades, practica el canibalisme.

## Reproducció
Per l'abril-juny s'observen les primeres còpules, i la posta (1-5 ous) oscil·la de maig a juny o començament de juliol. De vegades poden fer dues postes. Les cries són de color brillant, fan uns 6 cm i trenquen la closca dels ous als 70-75 dies. La maduresa sexual s'assoleix generalment a l'any i mig de néixer.